# Estado capitalista
El estado capitalista es el Estado, sus funciones y la forma de organización que adopta dentro de los sistemas socioeconómicos capitalistas. Este concepto a menudo se usa indistintamente con el concepto de estado moderno, aunque a pesar de sus funciones comunes existen muchas diferencias reconocidas en las características sociológicas entre los estados capitalistas.
Las funciones primarias del estado capitalista son proporcionar un marco legal y un marco de infraestructura conducente a la empresa comercial y la acumulación de capital . Existen diferentes teorías normativas sobre la función necesaria y apropiada del estado en una economía capitalista, con defensores del laissez-faire que favorecen un estado limitado a la provisión de bienes públicos y salvaguardando los derechos de propiedad privada, mientras que los defensores del intervencionismo enfatizan la importancia de la regulación, la intervención y estabilización macroeconómica para proporcionar un entorno favorable para la acumulación de capital y negocios.
Así, los pensadores de tradición marxista a menudo se refieren al estado capitalista como la dictadura de la burguesía. Los pensadores de la tradición marxista instrumental enfatizan el papel de los hacedores de políticas y las élites políticas que comparten un trasfondo empresarial o de clase común, lo que lleva a que sus decisiones reflejen su interés de clase. Esto se diferencia de las nociones más contemporáneas de captura del Estado por intereses comerciales específicos en beneficio de esos negocios específicos y no de la clase dominante o del sistema capitalista en su conjunto, lo que se denomina de diversas formas capitalismo de compinches o corporatocracia.
Según Dylan John Riley, Nicos Poulantzas argumentaba que “todos los Estados capitalistas tenían la doble tarea de impedir la organización política de las clases dominadas, y de organizar a la clase dominante".

### Citas
1. ↑  Jessop, Bob (January 1977). "Recent Theories of the Capitalist State". Soviet Studies. 1: 4. pp. 353–373.
2. ↑  Morishima, Michio (1976). The Economic Theory of Modern Society. New York: Cambridge University Press. p. 1. ISBN 0-521-21088-7.
3. ↑  Yu-Shan Wu (1995). Comparative Economic Transformations: Mainland China, Hungary, the Soviet Union, and Taiwan. Stanford University Press. pp. 8. «In laissez-faire capitalism, the state restricts itself to providing public goods and services that the economy cannot generate by itself and to safeguarding private ownership and the smooth operation of the self-regulating market.»
4. ↑  Duncan, Graeme (March 1989). Democracy and the Capitalist state. Cambridge University Press. p. 85. ISBN 9780521280624.
5. ↑  Jessop, Bob (1982). The Capitalist State. Oxford.
6. ↑  Poulantzas, 2019, Foreword.